# Schüttorf
Schüttorf är en stad i Landkreis Grafschaft Bentheim i förbundslandet Niedersachsen i Tyskland.
Staden ingår i kommunalförbundet Samtgemeinde Schüttorf tillsammans med ytterligare fem kommuner.